# Indulto a Alberto Fujimori
El indulto a Alberto Fujimori, oficialmente denominado «indulto y derecho de gracia por razones humanitarias» fue un beneficio concedido el 24 de diciembre de 2017 por el entonces presidente del Perú, Pedro Pablo Kuczynski a favor del expresidente Alberto Fujimori, quien se encontraba cumpliendo condena por violaciones a los derechos humanos que tuvieron lugar durante su gobierno. Por la situación de haber sido concedido el mismo día de la Nochebuena, se hizo conocido como el «indulto por Navidad» o «indulto de Navidad». El indulto fue otorgado luego de que Fujimori hubiera cumplido 10 años de prisión en Lima.
En 2009, Fujimori había sido condenado por violaciones de derechos humanos y sentenciado a veinticinco años de prisión por su papel las masacres cometidas por el escuadrón de la muerte Grupo Colina durante la guerra de su gobierno contra el grupo terrorista Sendero Luminoso. El veredicto marcó la primera vez que un jefe de Estado electo fue extraditado a su país de origen, juzgado y condenado por violaciones de derechos humanos siendo específicamente encontrado culpable de asesinato, daños corporales y dos casos de secuestro.
El indulto provocó protestas masivas en todo Perú, incluso durante las celebraciones de Nochebuena y Navidad, días festivos en el país. Los manifestantes acusaron a Kuczynski de corrupción, alegando que el indulto era una retribución por el apoyo del hijo de Fujimori, Kenji Fujimori, que había sido fundamental para el éxito de Kuczynski en sobrevivir a una votación de destitución días antes.
El 3 de octubre de 2018, el Juzgado Supremo de Investigación Preparatoria declaró inaplicable el indulto otorgado al expresidente. El 23 de enero de 2019, fue recluido en el penal de Barbadillo luego de permanecer internado en una clínica. Tres años después, el 17 de marzo de 2022, el Tribunal Constitucional del Perú declaró con voto dirimiente del presidente de aquella entidad, Augusto Ferrero y los votos de los magistrados José Luis Sardón y Ernesto Blume, fundada la demanda de habeas corpus contra la anulación del indulto, por lo que este quedó nuevamente restituido.

## Antecedentes
Según el artículo 118 inciso 21 de la Constitución del Perú, el presidente tiene el poder de otorgar un indulto humanitario cuando la persona condenada presenta una enfermedad terminal; una enfermedad degenerativa, avanzada o incurable; o una enfermedad mental crónica o degenerativa, donde las condiciones de la prisión ponen en riesgo la vida, la salud o la integridad de la persona.

### Juicio penal y condenas de Fujimori
Alberto Fujimori fue presidente del Perú entre 1990 y 2000 en el período del llamado Fujimorato. Mientras aún era presidente, Fujimori huyó del país y se refugió en Japón cuando se enfrentó a cargos de corrupción en 2000. Al llegar a Japón intentó renunciar a su presidencia por fax, pero su renuncia fue rechazada por el Congreso de la República, que lo destituyó del cargo por el proceso de vacancia presidencial. Buscado en Perú por cargos de corrupción y abusos contra los derechos humanos, Fujimori mantuvo un exilio autoimpuesto hasta su arresto durante su visita a Chile en noviembre de 2005. Fue extraditado para enfrentar cargos penales en Perú en septiembre de 2007. En 2009, fue condenado a 25 años por homicidio por ordenar las masacres de Barrios Altos y La Cantuta. También fue sentenciado por otros crímenes como corrupción durante su gobierno.

### Declaraciones de Kuczynski sobre un eventual indulto
En 2011 el entonces candidato presidencial, Pedro Pablo Kuczynski, afirmó que indultaría al expresidente solo en caso de enfermedad mortal. Cuando fue electo en 2016, Kuczynski señaló que «si el Congreso da una ley genérica para que gente en su condición cumpla el final de la sentencia en su casa, yo la firmaré».

### Solicitud previa de indulto
A fines de 2012 se reportó que Fujimori padecía cáncer de lengua y otros problemas médicos. Su familia solicitó el indulto al entonces presidente del Perú, Ollanta Humala. El presidente Humala rechazó el indulto en junio de 2013 y dijo que la condición de Fujimori no era lo suficientemente grave como para justificarlo.

### Proceso de vacancia presidencial de Kuczynski
En diciembre de 2017, Kuczynski enfrentó un proceso de vacancia presidencial por su conexión con el escándalo de corrupción internacional investigado por la Operación Autolavado que rodeaba a la firma brasileña Odebrecht. La hija de Fujimori, Keiko, lideró el proceso de vacancia presidencia contra Kuczynski, que la había derrotado el año anterior en las elecciones presidenciales. En dicho proceso se requerían 87 votos para vacarlo; sin embargo, solo se consiguieron 79 votos a favor, 19 votos en contra y 21 abstenciones (de las cuales 10 fueron del partido fujimorista), en gran parte debido al apoyo del hijo de Fujimori, Kenji.

## Proceso de indulto

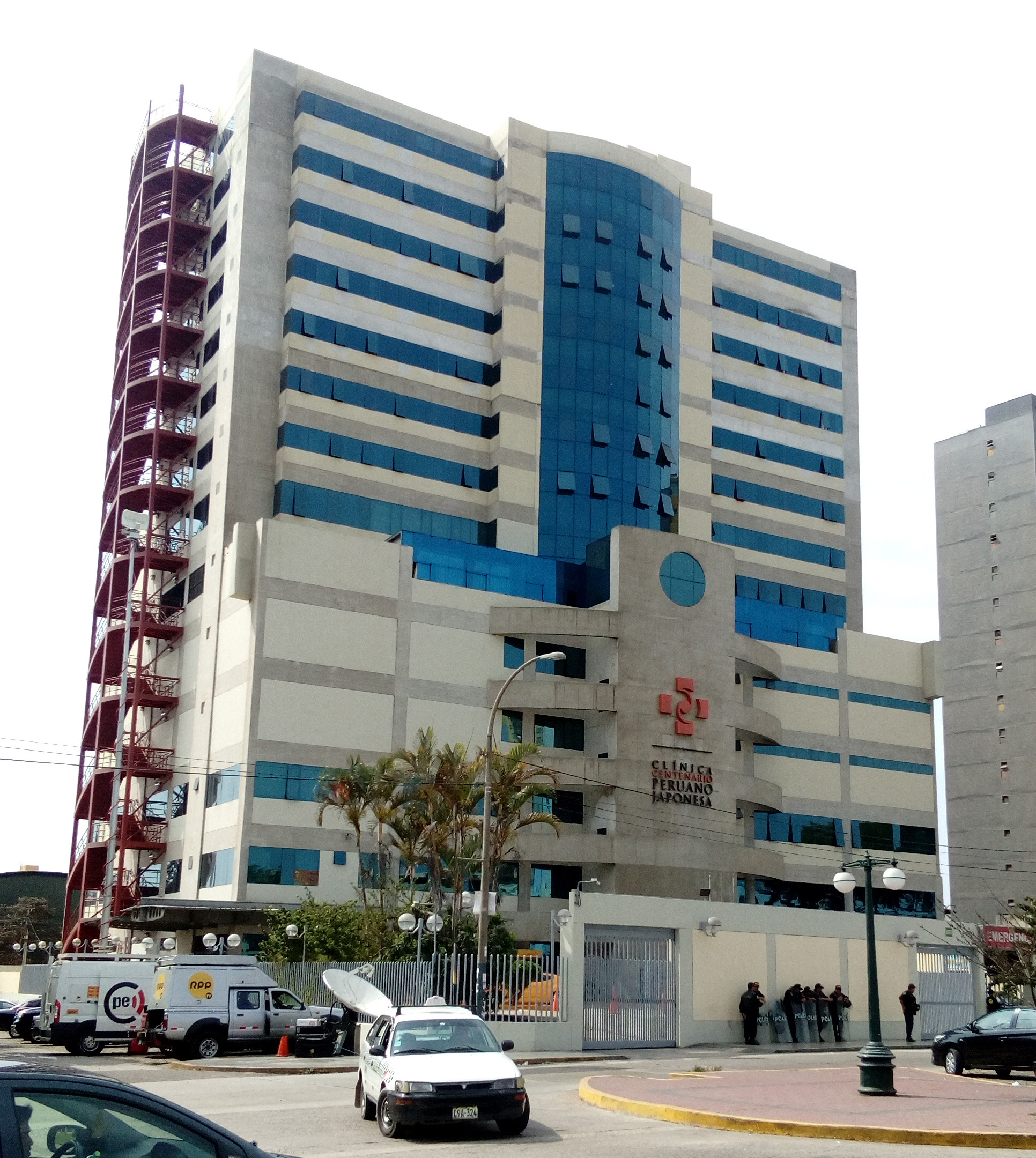
La Clínica Centenario, lugar donde estuvo internado Alberto Fujimori al momento de recibir el indulto.

El 11 de diciembre de 2017 Fujimori realizó la solicitud de indulto y derecho de gracia por razones humanitarias. La junta médica integrada por Juan Postigo, Víctor Sánchez y Guido Hernández recomendó indultar al expresidente por una «enfermedad progresiva, degenerativa e incurable». El 23 de diciembre Fujimori fue trasladado desde el penal de la Diroes a una clínica en el distrito de Pueblo Libre. El 24 de diciembre la Secretaría de Prensa del Despacho Presidencial informó por medio de un comunicado el indulto a Fujimori.

«Una junta médica oficial ha evaluado al interno y ha determinado que el señor Fujimori padece de una enfermedad progresiva, degenerativa e incurable y que las condiciones carcelarias significan un grave riesgo a su vida, salud e integridad» (...)

«El Presidente de la República, en uso de las atribuciones que le confiere la Constitución Política del Perú para tales fines, ha decidido conceder el indulto humanitario al señor Alberto Fujimori Fujimori y a otras siete personas que se encuentran en similar condición siendo las 18:00 horas del 24 de diciembre del 2017».
Secretaría de Prensa del Despacho Presidencial

Ese mismo día se publicó la R.S. N° 281-2017-JUS. que «Conceden indulto y derecho de gracia por razones humanitarias a interno del Establecimiento Penitenciario Barbadillo».

## Reacciones

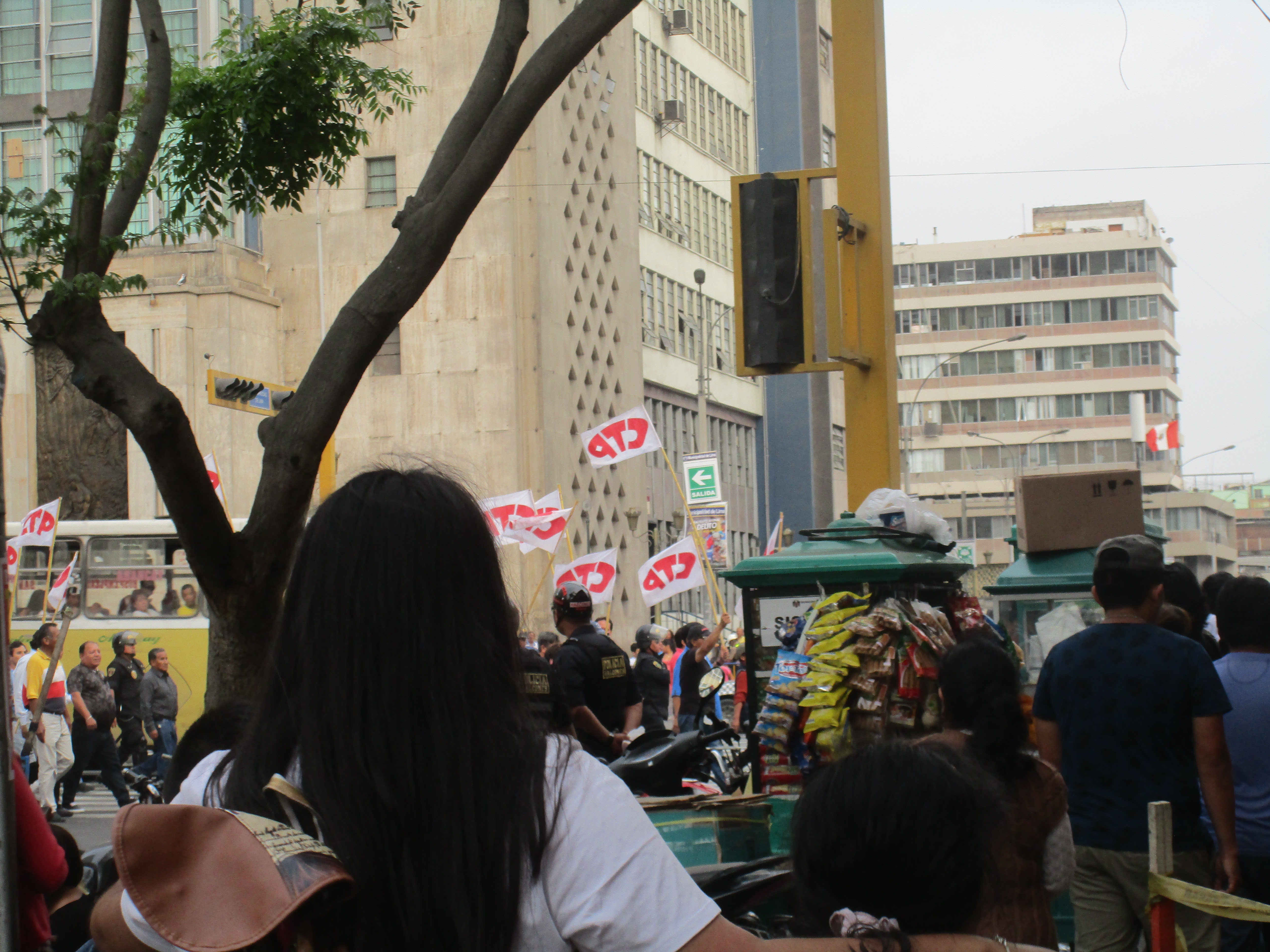
Protestas en la ciudad de Lima en contra del indulto.

El 25 de diciembre, mediante un Mensaje a la Nación, Kuczynski pidió no llevarse «por el odio» ni permitir que «muera en prisión» al expresidente. En un video difundido en su red social Fujimori pidió perdón a quienes defraudó «por su gobierno» y agradeció a Kuczynski.
Hubo críticas generalizadas en Perú de que el indulto fue motivado menos por clemencia que por el deseo de recompensar al hijo de Fujimori, Kenji, por su papel en ayudar a Kuczynski a sobrevivir al voto de vacancia presidencial contra él la semana anterior al indulto. Robert Francis Prevost, obispo de Chiclayo y futuro papa León XIV, calificó el indulto de «genérico», consideró que se debería pedir perdón a cada una de las víctimas e hizo un llamamiento a la manifestación pacífica.
Cientos de manifestantes tomaron las calles de Lima el 26 de diciembre. La oficina legal peruana sin fines de lucro, el Instituto de Defensa Legal, denunció el indulto como político e ilegal y se comprometió a apelarlo ante la Corte Interamericana de Derechos Humanos (CIDH). La Asociación Pro Derechos Humanos (Aprodeh) y la organización internacional Centro por la Justicia y Derecho Internacional (CEJIL) emitieron un comunicado el 27 de diciembre pidiendo a la CIDH que intervenga.
Amérigo Incalcaterra, representante sudamericano de la Oficina del Alto Comisionado de las Naciones Unidas para los Derechos Humanos, rechazó categóricamente el indulto, afirmando que «no poner a las víctimas en el centro de esta decisión descarrila el progreso que el estado peruano ha hecho sobre la verdad, justicia, memoria y reparaciones».
Antes de que se anunciara el indulto, Human Rights Watch había condenado la posibilidad de un indulto, calificándolo de «un golpe duro a las víctimas de atrocidades en Perú y un serio retroceso para el estado de derecho en el país»; y Amnistía Internacional dijo que el indulto «violaría las obligaciones del país bajo el derecho internacional y debilitaría sus logros en su incipiente lucha contra la impunidad».
Los días que siguieron al indulto vieron la renuncia de varios miembros del partido de Kuczynski a sus cargos, incluidos los ministros Carlos Basombrío Iglesias (Interior), Salvador del Solar (de Cultura) y Jorge Nieto Montesinos (Defensa), y ocho funcionarios designados. Además, miembros del Congreso renunciaron a la bancada oficialista. Por otro lado, parte del personal del Instituto Nacional de Radio y Televisión presentó su renuncia, incluido el director Hugo Coya. No todos renunciaron. La vicepresidenta Mercedes Aráoz apoyó el indulto, días después de haberse opuesto a él, y afirmó que fue «una decisión totalmente constitucional».

## Sondeos de opinión
La siguiente tabla presenta los sondeos de opinión realizados desde el 24 de diciembre de 2017, día de la concesión del indulto a Alberto Fujimori, al día de hoy. Las encuestas se enumeran en orden cronológico inverso, mostrando los más recientes primero y utilizando las fechas en las que se realizó el trabajo de campo de la encuesta en lugar de la fecha de publicación. Cuando se desconocen las fechas del trabajo de campo, en su lugar se da la fecha de publicación.
| Encuestadora/Medio     | Fecha          | Muestra | Indulto a Alberto Fujimori | Indulto a Alberto Fujimori | Indulto a Alberto Fujimori | Indulto a Alberto Fujimori |      |    |    |   |    |
| Encuestadora/Medio     | Fecha          | Muestra | A favor                    | En contra                  | NS/NO                      | Dif.                       |      |    |    |   |    |
| ---------------------- | -------------- | ------- | -------------------------- | -------------------------- | -------------------------- | -------------------------- | ---- | -- | -- | - | -- |
| Encuestadora/Medio     | Fecha          | Muestra | Datum/Perú 21/Gestión      | 2–4 abr 2022               | NS/NO                      | Dif.                       | 1121 | 43 | 51 | 6 | –8 |
| CPI                    | 21–25 mar 2022 | 1200    | 46.3                       | 48.0                       | 5.7                        | –2.3                       |      |    |    |   |    |
| IEP/La República       | 21–24 mar 2022 | 1201    | 43                         | 52                         | 5                          | –9                         |      |    |    |   |    |
| Ipsos Perú/El Comercio | 7–9 mar 2018   | 1264    | 48                         | 47                         | 5                          | +1                         |      |    |    |   |    |
| Datum/Perú 21/Gestión  | 1–5 mar 2018   | 1200    | 52                         | 45                         | 5                          | +7                         |      |    |    |   |    |
| Ipsos Perú/El Comercio | 7–9 feb 2018   | 1263    | 54                         | 44                         | 2                          | +10                        |      |    |    |   |    |
| Datum/Perú 21/Gestión  | 26–30 ene 2018 | 1200    | 50                         | 47                         | 3                          | +3                         |      |    |    |   |    |
| Ipsos Perú/El Comercio | 10–12 ene 2018 | 1271    | 53                         | 43                         | 4                          | +10                        |      |    |    |   |    |
| Datum/Perú 21/Gestión  | 5–9 ene 2018   | 1200    | 52                         | 45                         | 3                          | +7                         |      |    |    |   |    |
| Ipsos Perú/El Comercio | 27–28 dic 2017 | 1294    | 56                         | 40                         | 6                          | +16                        |      |    |    |   |    |

## Anulación del indulto
En mayo de 2018, la Corte Interamericana de Derechos Humanos emitió una resolución sobre la supervisión de cumplimiento de los casos Barrios Altos y La Cantuta contra Perú. En la resolución, el tribunal declaró que Estado peruano no ha cumplido en su totalidad con las obligaciones internacionales de investigar, juzgar y sancionar las violaciones de derechos humanos y ordenó que el Estado peruano ejerza el control de la medida y que deberá informar (cómo máximo el 29 de octubre de 2018) sobre los avances del caso.
Los representantes de las víctimas de los casos presentaron una solicitud de "control de convencionalidad", alegando que la condena forma parte de la etapa ejecutoria del fallo.
El 3 de octubre de 2018, el Juzgado Supremo de Investigación Preparatoria declaró inaplicable el indulto otorgado al expresidente Alberto Fujimori. Asimismo, se ordenó su captura y reclusión a un establecimiento penitenciario. El juez supremo Hugo Núñez le dio cinco días de plazo a la defensa de Alberto Fujimori para que sustente su apelación.
Según la sentencia judicial, señala irregularidades en el procedimiento de otorgamiento quebrantado “el principio de imparcialidad y objetividad” tras designar al médico tratante de Fujimori como parte de la Junta Médica Penitenciaria. Además indica que el procedimiento del indulto fue concretado “en un plazo demasiado breve” y que la resolución que concede el indulto “no contiene debida fundamentación ni expresa una suficiente justificación en la decisión adoptada”. Asimismo, sostiene que el indulto fue resultado de una negociación política cuando Pedro Pablo Kuczynski enfrentaba una moción de vacancia que no prosperó por las abstenciones de los 10 congresistas del partido político Fuerza Popular con el fin de "conseguir el otorgamiento del indulto”. La resolución sostiene que “el indulto no procede en casos de delitos contra la humanidad” y se “infringió los artículos 1.1 y 2 de la Convención Interamericana de DD.HH.” al otorgarlo.
Luego de anunciarse la revocación del indulto, Alberto Fujimori fue llevado a la clínica e internado en cuidados intermedios. El 23 de enero de 2019, fue recluido en el penal de Barbadillo luego que fuera dado de alta por sus médicos.
En un sondeo de opinión declara que un 53% estaría en desacuerdo con la anulación del indulto de Alberto Fujimori, un 7% estarían indecisos con su decisión y un 40% aprueba la decisión del Poder Judicial.

## Restitución del indulto
El 17 de marzo de 2022, el Tribunal Constitucional declaró fundada la demanda de habeas corpus interpuesta por la defensa legal de Alberto Fujimori contra la resolución judicial que anulaba su indulto, procediendo a su restitución, por lo que previsiblemente el expresidente será puesto en libertad una vez la misma sea publicada. Representantes de víctimas de delitos cometidos contra los derechos humanos durante el gobierno de Alberto Fujimori recurrieron el fallo ante la Corte Interamericana de Derechos Humanos en el marco de la etapa de supervisión de la sentencia del caso Barrios Altos. El mismo 17 de marzo, la entonces ministra y vicepresidenta Dina Boluarte rechazó la sentencia a favor de Fujimori arguyendo que anhelaba "una justicia que no permita casos de impunidad, cuyas decisiones no sean parte de negociaciones políticas". El 30 de marzo de 2022 la Corte Interamericana de Derechos Humanos (Corte IDH) solicitó al Gobierno de Pedro Castillo la suspensión de los efectos de la sentencia del TC.
En el año 2023, el Tribunal Constitucional remitió el expediente de habeas corpus al Primer Juzgado de Investigación Preparatoria de Ica, bajo la dirección del magistrado Fernando Vicente Fernández Tapia. Días después, el expediente fue devuelto al Tribunal. En su lugar, los magistrados Francisco Morales Saravia (presidente), Luz Pacheco Zerga y Gustavo Gutiérrez aprobaron la restitución del indulto. El magistrado Morales Saravia incluso pidió al Instituto Nacional Penitenciario del Perú ante un medio de comunicación para liberar a Fujimori de su prisión.
El Poder Ejecutivo a cargo de Dina Boluarte, sucesora de Castillo, decidió ejecutar la decisión del TC, a pesar de haber sido notificado de una nueva orden de medidas provisionales emitida la misma noche del 5 de diciembre por el presidente del citado tribunal supranacional de no ejecutar la decisión de liberación.
El exdictador Alberto Fujimori fue liberado el 6 de diciembre de 2023, pese a los pedidos de la Corte IDH de mantener su condena. La liberación se dio a pesar de que, según la Procuraduría Anticorrupción de Perú, el preso Fujimori tenía una deuda acumulada de 57 millones de soles (aprox. 15 millones de dólares) por reparación civil de tres casos de corrupción en los que fue sentenciado (entre ellos la compra de la línea editorial de canales de televisión), deuda que nunca pagó.
El primer ministro Alberto Otárola justificó el cumplimiento de la decisión del TC al señalar que el gobierno no es parte del proceso y que lo que hizo fue ejecutar una norma del citado tribunal peruano. Mientras que el ministro de Justicia Eduardo Arana solicitó al órgano supranacional "no pronunciarse sobre el tema porque la sentencia es un proceso que ya terminó en la Corte IDH" (dando a entender que el indulto es otro proceso). Días después, la Corte IDH declaró al proceso como un acto de desacato.
Posteriormente la presidenta Dina Boluarte, durante la presentación de su balance de gestión de 2023, respaldó el indulto a Alberto Fujimori señalando que fue por "respeto a la autonomía de las instituciones del país", a pesar de los paralelismos en violaciones de DD.HH. y copamiento de instituciones de Dina Boluarte con Alberto Fujimori, ya que como lo explica el abogado de IDL y especialista en DD.HH. Carlos Rivera, los eventos trágicos de diciembre de 2022 y enero de 2023 durante el gobierno de Dina Boluarte (para consolidarse en el poder) "son los más graves en violaciones de derechos humanos desde la época de Alberto Fujimori".
Otras instituciones como el Instituto de Defensa Legal y la Human Rights Watch mostraron su rechazo a la restitución y respaldaron la decisión de la Corte IDH.